# فاوستینو آلونسو
فاوستینو آلونسو (اسپانیایی: Faustino Alonso‎؛ زادهٔ ۱۵ فوریهٔ ۱۹۶۱) بازیکن فوتبال اهل پاراگوئه بود.
از باشگاه‌هایی که در آن بازی کرده‌است می‌توان به باشگاه فوتبال ریو آوه اشاره کرد.
وی همچنین در تیم ملی فوتبال پاراگوئه بازی کرده‌است.